# Osvoboditev Srbije, Albanije in Črne gore
Osvoboditev Srbije, Albanije in Črne gore je bila vojaška akcija na Balkanu v zadnjih tednih prve svetovne vojne med 29. septembrom in 11. novembrom 1918, ko je zavezniška vojska osvobodila te tri balkanske države izpod okupacije s strani centralnih sil.    

## Ozadje
Po uspešni obrambi proti Avstro-Ogrski leta 1914 so Srbijo hitro premagale združene sile centralnih sil, potem ko je Bolgarija oktobra 1915 napovedala vojno Srbiji. Več srbskih vojakov ter njenih generalov in poveljnikov se je zato umaknilo v italijanski okupirani albanski pristanišči Drač in Valona, kjer so jih pomorske sile Antante evakuirale čez morje, sprva predvsem na grški otok Krf v Jonskem morju. Prav tako v oktobru 1915 so napredne francoske in britanske ekspedicije prispele v Solun v grški Makedoniji. Tako se je nevtralna Grčija vse bolj bližala vstopu v vojno. V zasledovanju umikajočih se Srbov so centralne sile zasedle in okupirale tudi Albanijo, medtem ko je januarja 1916 sledil še poraz in okupacija Črne gore. Centralne sile so tako zasedle Srbijo, Črno goro in večino Albanije, vključno z Dračem, medtem ko je Antanta obdržala Valono in zasedla del severne Grčije, vzpostavljena pa je bila makedonska fronta pri Solunu, da so s tem lahko aktivno sodelovali z Grčijo ter zagotovili prostor za prerazporeditev in oskrbo reorganizirane in preopremljene srbske vojske ter za boj proti centralnim silam na Balkanu.  
Ofenzive Antante na makedonski fronti so bile neučinkovite vse do septembra 1918, ko je Vardarska ofenziva nenadoma premagala obrambo Bolgarije in osrednjih sil, ki se je začela z bitko pri Dobrom Polu 15. septembra. Konec septembra je upor prizadel bolgarsko vojsko, katere volja do boja je bila izčrpana. Antante sile so hitro napredovale v Vardarsko Makedonijo. Srbske in francoske sile so 29. septembra osvobodile Skopje, takrat znano kot Uskub, nekaj dni pozneje pa je Bolgarija kapitulirala in podpisala premirje. 
Bolgarsko premirje je Antanti omogočilo takojšen dostop do bolgarskih železnic in od Bolgarije zahtevalo, da umakne druge sile centralnih sil. To je povzročilo odločilen zlom centralnih sil na vseh frontah in nepričakovano hiter konec velike vojne. Po številu in izpostavljenosti nemške in avstro-ogrske sile na Balkanu, vključno z 11. armado v Srbiji, XIX. korpusom v Albaniji in majhnimi enotami, ki so podpirale Bolgarijo, so sile centralnih sil pobegnile proti severu na Madžarsko (v porazu ali prisilnem umiku). Ker med grškimi in britanskimi silami ter Carigradom ni ostalo nobenih sil centralnih sil, je Osmansko cesarstvo 30. oktobra kapituliralo in podpisalo premirje. Osvoboditev Beograda 1. novembra, ki je zagrozila s srbsko in francosko invazijo na Madžarsko skoraj brez nasprotovanja, v kombinaciji z domačimi etničnimi upori in naraščajočim vojaškim uporom, je pomagala prisiliti Avstro-Ogrsko, da se je 3. novembra predala in podpisala premirje. 10. novembra je Romunija zavrnila Bukareštansko pogodbo in ponovno vstopila v vojno. Sama in pred neizbežnim, gotovim porazom, je Nemčija 11. novembra podpisala premirje. 

## Osvoboditev Srbije, Albanije in Črne gore
Zavezniške sile so napredovale v štirih smereh.
Z juga je 1. srbska armada pod vodstvom Petra Bojovića in velik del francoske Armée d'Orient pod vodstvom Paula Prosperja Henrysa napredovala proti severu. Nemške sile se niso uspele združiti in blokirati antantnega napredovanja pri Nišu. Vranje je bilo osvobojeno 5. oktobra, temu pa so nato sledili še Niš 11. oktobra in Beograd 1. novembra 1918. Tu se je srbska vojska ustavila, saj je bila 29. oktobra 1918 ob skorajšnjem razpadu Avstro-Ogrske razglašena Država Slovencev, Hrvatov in Srbov.
2. srbska armada pod vodstvom Stepe Stepanovića je s francoskimi silami napredovala proti severozahodu proti Kosovu. Prištino je 10. oktobra osvobodila 11. francoska kolonialna divizija, Peć pa 17. oktobra. Do 3. novembra je bila dosežena meja z Bosno in Hercegovino.
Polkovnik Dragutin Milutinović je vodil srbske sile, imenovane "Skadarske čete" (kasneje "Jadranske čete"), proti severozahodu skozi Albanijo, da bi osvobodili Črno goro. Te sile so prispele v Podgorico 31. oktobra, da bi osvobodili Črno goro, v katero so že vstopile lokalne paravojaške sile. Po zadnjem spopadu so se avstro-ogrske okupacijske sile 4. novembra umaknile iz Črne gore.
V Albaniji se je avstro-ogrska vojska XIX korpusa pod vodstvom Karla von Pflanzer-Baltina umaknila iz države, da bi se izognila ujetju. Antante so pridobile močan nadzor nad Jadranskim morjem, kar je bilo dokazano po zavezniškem bombardiranja Drača 2. oktobra. Italijanska 16. brigada (CSIO) in francoska 57. divizija sta napredovali proti severu ter 1. oktobra osvobodili Bervat ter kmalu zatem 16. oktobra Drač, in Skadar 30. oktobra. Od vzhoda so francoska 11. kolonialna divizija, italijanska 35. divizija in grška 3. in 4. pehota vstopili v Albanijo, ter 8. oktobra osvobodili Elbasan. Potem, ko so dosegli Kotor, so jim 3. novembra mesto brez boja predale avstro-ogrske sile.

## Dogodki v Bolgariji, Turčiji in Romuniji
Po kapitulaciji Bolgarije so tri francoske vojske ter še ena grška in ena britanska divizija, 26. oktobra, skupaj imenovana vojska Donave pod vodstvom Henrija Mathiasa Berthelota, iz Bolgarije po železnici odšle proti Romuniji. Do konca oktobra so dosegli Ruse, Pleven in Veliko Tarnovo. Njihov cilj vnaprej je bil pozvati Romunijo, da je 10. novembra ponovno vstopila v vojno, saj je vojska s pomočjo Romunije prečkala reko Donavo in odsegla v Švistov in Nikopolu.
Ko so Bolgari sprejeli premirje, ni bilo več nobenih osrednjih sil, ki bi preprečile napredovanje antantnih sil v Istanbul. Antante sile so 28. oktobra dosegle Makri, 30 km od turške meje. Osmansko cesarstvo je dva dni pozneje kapituliralo in sprejelo premirje.

## Poznejši dogodki
Po razpadu Bolgarije, Osmanskega cesarstva in Avstro-Ogrske so se pojavila številna vprašanja med zavezniki Antante. Italija in Srbija sta se spopadli zaradi vpliva v Albaniji in glede vprašanja o Jadranskem morju. V Črni gori je izbruhnila državljanska vojna med privrženci konfederacije s Srbijo, ki je podpirala Italijo (Zeleni) in podporniki popolne unije s Srbijo (Beli). Srbija in Romunija sta se sprli zaradi regije Banat, zaradi česar je Francija poslala svoje sile v Banat, dokler meje niso bile določene 10. septembra 1919 s senžermensko pogodbo.